# Инолы

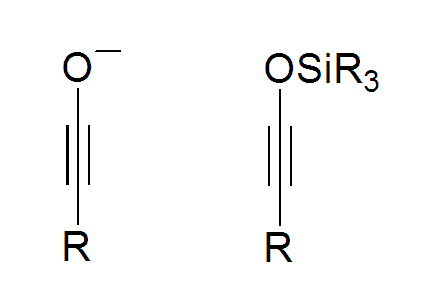
Структура инолятов: инолят-анионы и силиловые эфиры инолов.

Инолы — алкинолы, ацетиленовые спирты общей формулы RC≡COH, таутомерны альдокетенам.
Поскольку таутомерное равновесие полностью сдвинуто в сторону кетенов, свободные инолы не выделены, однако их производные — инолят-ионы и эфиры инолов используются в органическом синтезе как синтетические эквиваленты кетенов.

## Синтез
Как и в случае депротонирования кетонов, ведущем к образованию енолят-анионов, альдокетены под действием сильных оснований депротонируются до инолят-анионов:
(Me)3SiCH=C=O + n-BuLi {\displaystyle \to } (Me)3Si-C≡C-OLi + BuH
В лабораторной практике иноляты также синтезируют окислением ацетиленидов лития трет-бутилгидропероксидом:
R-C≡C-Li + (CH3)3COOLi {\displaystyle \to } R-C≡C-OLi + (CH3)3COLi
дебромированием эфиров α-дибромкарбоновых кислот трет-бутиллитием, реакция идет через замещение брома на литий с последующим отщеплением алкоголята от образовавшегося алкоголята полуацеталя кетена:
RCBr2COOEt + t-BuLi {\displaystyle \to } RBrC=С(OEt)OLi +t-BuBr
RBrC=С(OR')OLi + t-BuLi {\displaystyle \to } RLiC=С(OEt)OLi +t-BuBr
RLiC=С(OEt)OLi {\displaystyle \to } R-C≡C-OLi + EtOLi
Близким методом является прямое двойное депротонирование эфиров монозамещённых уксусных кислот со стерически затруднёнными фенолами, например, 2,6-ди-трет-бутилфенолом, которое также идет через образование алкоголята полуацеталя кетена:
RCH2COOR' + 2 t-BuLi {\displaystyle \to } RLiC=С(OR')OLi + 2 t-BuH
RLiC=С(OR')OLi {\displaystyle \to } RLiC=С(OEt)OLi + R'OLi
Иноляты также синтезируются при дегалогенировании интермедиатов в реакции Ковальского — енолятов дибромметилкетонов, продуктов нуклеофильного присоединения дибромметиллития к сложным эфирам карбоновых кислот: